# José Luis Rojas
José Luis Rojas Ulloa (Alajuela; 18 de mayo de 1921-24 de diciembre de 1987) fue un futbolista costarricense que jugaba como centrocampista. Es el jugador más joven en debutar y anotar con la selección de Costa Rica.

## Clubes
| Club                 | País       | Año       |
| -------------------- | ---------- | --------- |
| Alajuelense          | Costa Rica | 1935-1942 |
| Real Club España     | México     | 1942-1943 |
| Moctezuma de Orizaba | México     | 1943-1944 |
| Alajuelense          | Costa Rica | 1944-1950 |

## Palmarés

### Títulos nacionales
| Título            | Equipo      | País       | Año  |
| ----------------- | ----------- | ---------- | ---- |
| Copa Guatemala    | Alajuelense | Costa Rica | 1937 |
| Primera División  | Alajuelense | Costa Rica | 1939 |
| Copa Borsalino    | Alajuelense | Costa Rica | 1941 |
| Primera División  | Alajuelense | Costa Rica | 1941 |
| Copa Gran Bretaña | Alajuelense | Costa Rica | 1944 |
| Primera División  | Alajuelense | Costa Rica | 1945 |
| Copa Gran Bretaña | Alajuelense | Costa Rica | 1948 |
| Copa Gran Bretaña | Alajuelense | Costa Rica | 1949 |
| Primera División  | Alajuelense | Costa Rica | 1949 |

### Títulos internacionales
| Título                                  | Equipo     | Sede     | Año  |
| --------------------------------------- | ---------- | -------- | ---- |
| Campeonato Centroamericano y del Caribe | Costa Rica | San José | 1941 |
| Campeonato Centroamericano y del Caribe | Costa Rica | San José | 1946 |